# Lakritsbåt

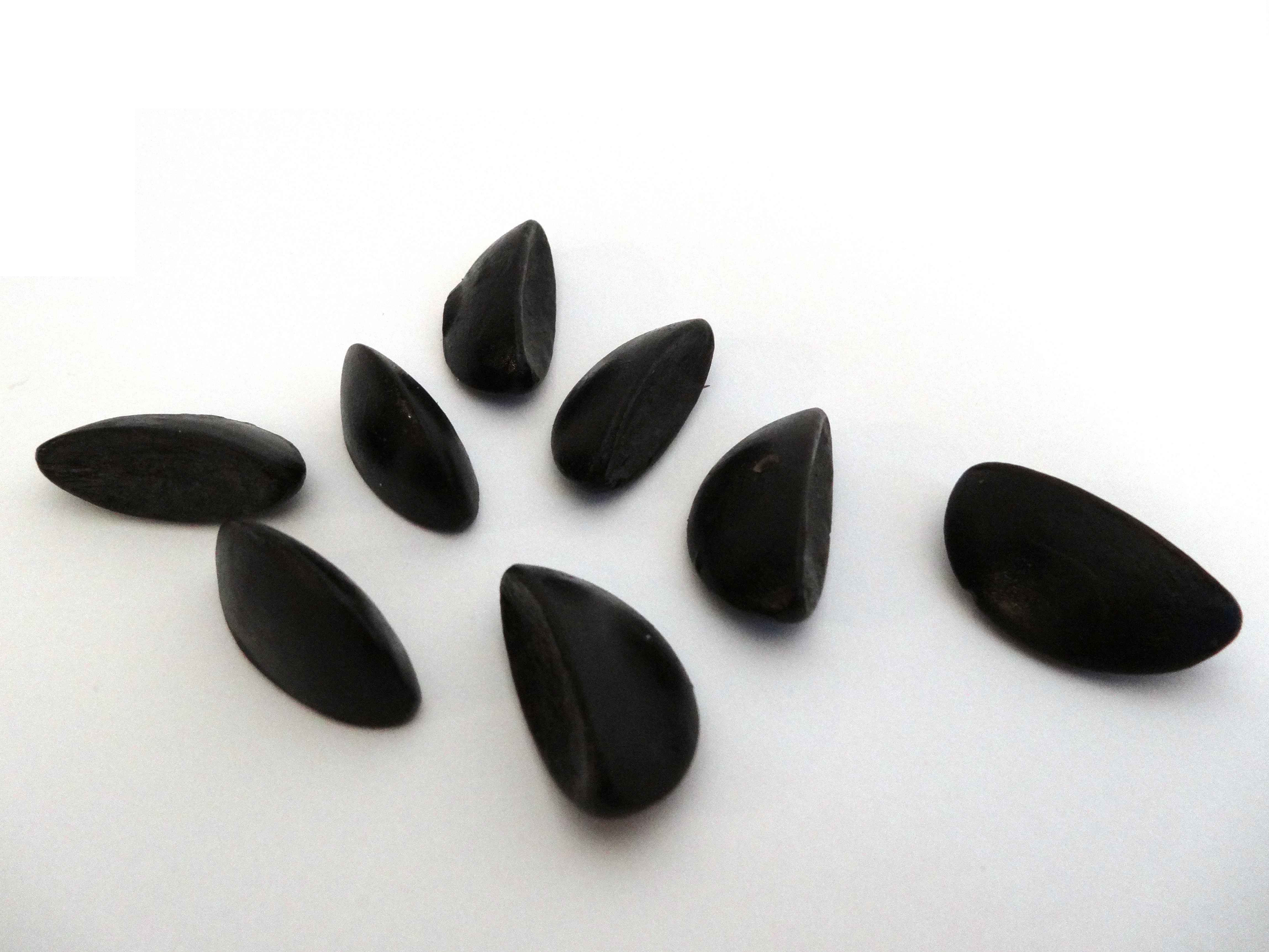
Lakritsbåtar.

Lakritsbåtar är en godissort med smak av sötlakrits. Bitarna är svarta, cirka 2–3 centimeter långa och formade som skrovet på en snipa. Lakritsbåtar säljs i de flesta mat- och godisaffärer och ombord på färjor och finns både i lösvikt och färdigpackade påsar, ibland tillsammans med hallonbåtar. Den svenska godistillverkaren Aroma har tillverkat hallon- och lakritsbåtar sedan 1928.

### Fotnoter
1. ↑  ”Aroma konfektyrer”. http://www.aroma.se/. Läst 11 september 2011.